# Geelstervallei

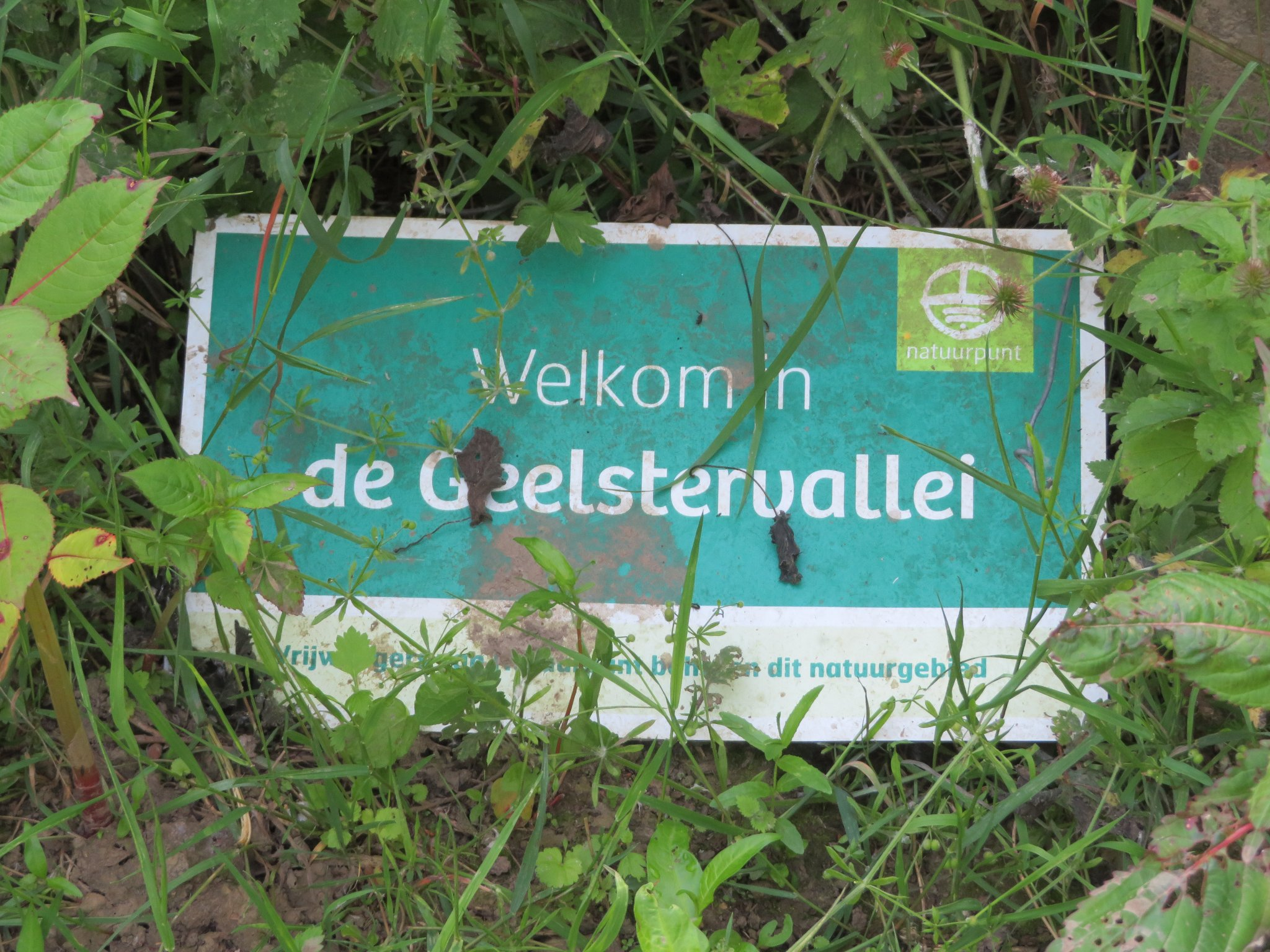

De Geelstervallei is een natuurgebied in Lede langs de Molenbeek. Het natuurgebied wordt beheerd door Natuurpunt. 
De vallei bestaat uit graslanden met glanshaver en grote vossenstaart, dotterbloem, moerasspirea, natte weilanden met knotwilgen en bossen van schietwilg, zomereik, zoete kers en populieren met daaronder vlier, es, iep en zwarte els. Het natuurgebied werd genoemd naar de zeldzame bosgeelster die er voorkomt. Ook bosanemoon en slanke sleutelbloem zijn er te vinden. In de vallei leeft onder andere de ijsvogel, grote gele kwikstaart, gouden tor, tiendoornige stekelbaars en driedoornige stekelbaars. 
Het gebied is vrij toegankelijk langs twee bewegwijzerde wandelpaden: het 'Wijmenierpad' (5,4 km) en het 'Sterretjespad' (2,7 km) en via het wandelnetwerk Dendervallei noord.